# Мажорель, Жак
Жак Мажорель (фр. Jacques Majorelle, * 7 марта 1886 г. Нанси; † 14 октября 1962 г. Париж) — французский художник, представитель ориентализма в живописи ХХ столетия.

## Жизнь и творчество
Жак Мажорель был единственным сыном резчика по дереву и проектировщика мебели Луи Мажореля (1859—1926). В возрасте пятнадцати лет он поступил в Школу изящных искусств в Нанси (l'École des beaux-arts de Nancy), в 1903 году переехал в Париж. Здесь молодой художник посещал занятия в Академии Жюлиана. Много путешествовал; в 1910 году посетил Испанию, Италию и Египет. Во время этой поездки Мажореля увлекли яркие краски южных стран, своеобразная культура Востока и исламского мира.
В 1912 году Марокко стал французским протекторатом, и в 1917 году Жак Мажорель совершил поездку по этой стране. В течение ряда лет художник жил в Марракеше, здесь он в 1919 году вступил в брак со своей спутницей, Андре Лонжевиль. Много рисовал с натуры, особый интерес вызывали у него арабские и берберские деревни и касба в регионе севернее Варзазата, бывшего тогда ещё небольшим селением. Неоднократно Мажорель посещал местечко Анемитер в долине Унила, где создал множество эскизов, воплощённых затем в его картинах. В Марракеше проходят его первые персональные выставки. В 1925 году он создал росписи в салонах открывавшегося в этом городе элитного отеле Мамуния.

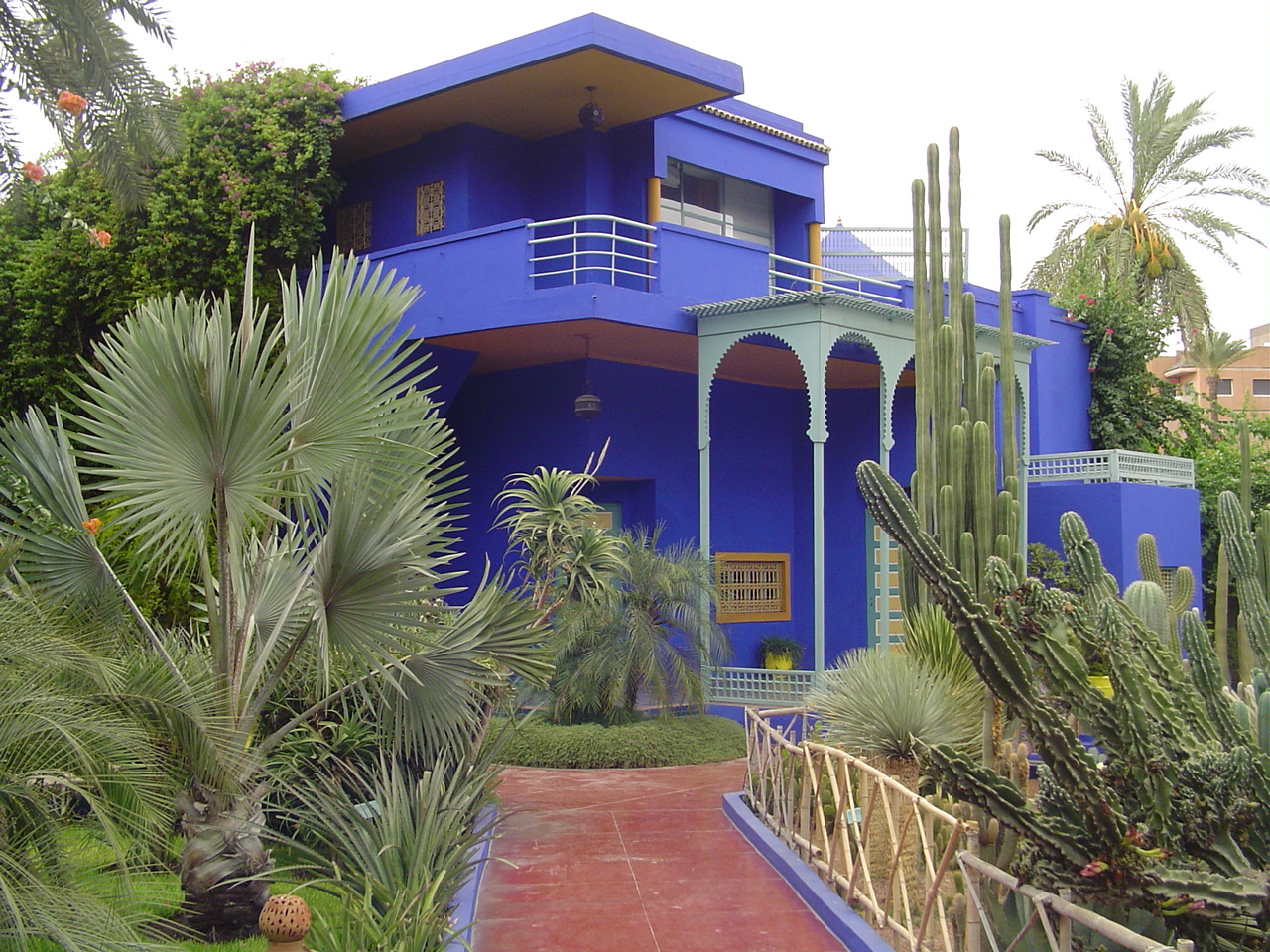
Вилла и парк Мажорель в Марракеше

После смерти отца в 1926 году, получив наследство и присовокупив к нему доходы от продаж своих картин, художник приобрёл за пределами городских стен Марракеша виллу, которую переоборудовал в своё рабочее ателье. Вокруг виллы он разбил большой сад, с годами постепенно расширяющийся до размеров парка (парк Мажорель). В 1947 году парк становится доступным для посещений всех желающих. В 1955 году, в результате несчастного случая, у Мажореля была ампутирована нога; на следующий год художник развёлся с женой; в 1961 он женился вторично. В 1962 году Ж. Мажорель, после перелома бедра, переехал для лечения в Париж, где в скором времени скончался. Похоронен рядом с могилой своего отца.
Посвящённые преимущественно теме Востока, сделанные масляными красками и гуашью картины Жака Мажореля большей частью находятся в частных коллекциях, а также в музеях его родного города, Нанси. Виллу и парк Мажорель в Марокко в 1980 году выкупил французский модельер Ив Сен-Лоран; вилла была отреставрирована и после его смерти в 2008 году открыта для посетителей. Экзотический парк Мажорель с музеем исламского искусства, находящимся на вилле Мажорель, являются одной из достопримечательностей Марракеша.